# リバー型哨戒艦
リバー級哨戒艦（英語: River-class patrol vessel）は、イギリス海軍が運用している哨戒艦の艦級。また準同型艦が、タイ海軍で2隻（クラビ級哨戒艦）、ブラジル海軍で3隻（アマゾナス級哨戒艦）、それぞれ運用されている。

## 設計
本型は、アイランド級の後継として、主として水産保護戦隊において領海・排他的経済水域の警備救難に用いるものとして計画された。船体はモジュール化されて、必要に応じて中間区画を挿入して船体を延長できるように配慮されており、実際に4番艦「クライド」では1.75メートル延長されている。船型としては長船首楼型を採用しており、また艦首にはバルバス・バウが付されている。年間320日という高い稼働率が想定されたことから、居住性にも配慮されており、士官と先任下士官は個室、その他の下士官兵も2人部屋を与えられている。
臨検などのため、ハルマティック・パシフィック22型複合艇2隻を搭載する。海兵隊員18名が便乗できるほか、「クライド」では更に11名の便乗者に対応できる。艦尾甲板は作業甲板とされており、船楼後端に力量25トンのクレーンを設置して、物資のコンテナや海洋汚染対処、消防、救難などのモジュール化装備を搭載できるようになっている。また「クライド」ではマーリン艦載ヘリコプターの運用も可能なヘリコプター甲板として拡張されており、この改修は他の艦にも適応可能である。

### 諸元表
|            | バッチ1                                                                   | バッチ1（発展型）                                                         | バッチ2                                                                   |
| ---------- | ------------------------------------------------------------------------- | ------------------------------------------------------------------------- | ------------------------------------------------------------------------- |
| 満載排水量 | 1,700t                                                                    | 2,000t                                                                    | 2,000t                                                                    |
| 全長       | 79.5m                                                                     | 81.5m                                                                     | 90.5m                                                                     |
| 全幅       | 13.5m                                                                     | 13.5m                                                                     | 13.5m                                                                     |
| 喫水       | 3.8m                                                                      | 3.8m                                                                      | 3.8m                                                                      |
| 機関       | CODAD方式 （ラストン 12RK 270 ディーゼルエンジン（5,532hp/4,125kW）×2基） | CODAD方式 （ラストン 12RK 270 ディーゼルエンジン（5,532hp/4,125kW）×2基） | CODAD方式 （ラストン 12RK 270 ディーゼルエンジン（5,532hp/4,125kW）×2基） |
| 機関       | 可変ピッチプロペラ×2軸                                                    |                                                                           |                                                                           |
| 機関       | サイドスラスター                                                          |                                                                           |                                                                           |
| 速力       | 20ノット（37 km/h）                                                       | 21ノット（39 km/h）                                                       | 24ノット（44 km/h）                                                       |
| 航続距離   | 7,800海里（12ノット巡航時）                                               | 7,800海里（12ノット巡航時）                                               | 7,800海里（12ノット巡航時）                                               |
| 乗員       | 30名＋海兵隊員18名                                                        | 36名＋海兵隊員20名                                                        | 34名＋海兵隊員50名                                                        |
| 兵装       | エリコンKAA200 20mm単装機銃×1基                                           | エリコンKCB 30mm単装機銃×1基                                              | Mk 44 ブッシュマスター II 30mm単装機銃×1基                                |
| 兵装       | －                                                                        | M134ミニガン 7.62mm機関銃×2基                                             | M134ミニガン 7.62mm機関銃×2基                                             |
| 兵装       | L44A1 7.62mm単装機関銃×2基                                                | L44A1 7.62mm単装機関銃×2基                                                | L44A1 7.62mm単装機関銃×4基                                                |
| 艦載機     | －                                                                        | マーリン （ヘリコプター甲板のみ）                                         | マーリン （ヘリコプター甲板のみ）                                         |
| 艦載艇     | パシフィック 22型複合艇×2隻                                               | パシフィック 22型複合艇×2隻                                               | パシフィック 24型複合艇×2隻                                               |
| 艦載艇     | パシフィック 22型複合艇×2隻                                               | リジッドレイダー型FRP艇×1隻                                               | パシフィック 24型複合艇×2隻                                               |

## 同型艦

### 一覧表

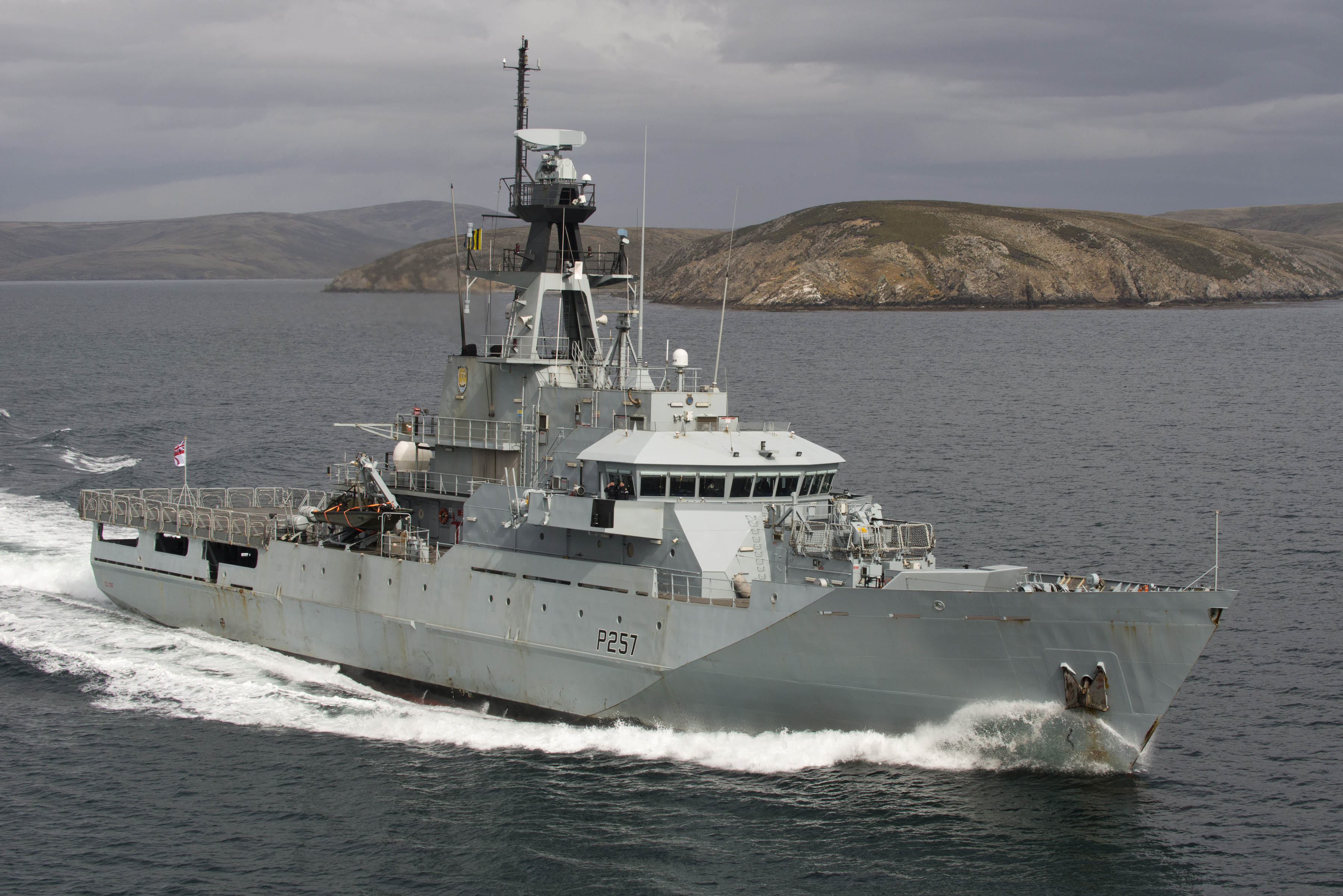
発展型の「クライド」
艦後部にヘリコプターの発着甲板を有する。

| バッチ      | #     | 艦名                  | 起工        | 進水            | 就役            | 退役            | 再就役         |
| ----------- | ----- | --------------------- | ----------- | --------------- | --------------- | --------------- | -------------- |
| 1           | P 281 | タイン HMS Tyne       | 2001年 9月  | 2002年 4月27日  | 2003年 7月4日   | 2018年 5月24日  | 2018年 7月25日 |
| 1           | P 282 | セヴァーン HMS Severn | 2002年      | 2002年 12月4日  | 2003年 7月31日  | 2017年 10月27日 | 2021年 8月28日 |
| 1           | P 283 | マージー HMS Mersey   | 2002年      | 2003年 6月25日  | 2003年 11月28日 |                 |                |
| 1（発展型） | P 257 | クライド HMS Clyde    | 2005年      | 2006年 6月14日  | 2007年 1月30日  | 2019年 12月20日 |                |
| 2           | P 222 | フォース HMS Forth    | 2014年 10月 | 2016年 8月20日  | 2018年 4月13日  |                 |                |
| 2           | P 223 | メドウェイ HMS Medway | 2015年 6月  | 2017年 8月23日  | 2019年 9月19日  |                 |                |
| 2           | P 224 | トレント HMS Trent    | 2015年 10月 | 2018年 3月20日  | 2020年 8月3日   |                 |                |
| 2           | P 233 | テイマ― HMS Tamar     | 2016年 12月 | 2018年 10月10日 | 2020年 12月17日 |                 |                |
| 2           | P 234 | スペイ HMS Spey       | 2017年 4月  | 2019年 6月19日  | 2021年 6月18日  |                 |                |

### 運用史
2001年5月8日、まず3隻が発注された。これらの艦は海軍の要員によって運用されているが、所有権そのものは民間企業が保有して、海軍がこれを5年期限（オプション10年）でリースする形態を採っていた。その後、2010年5月に、これら3隻を購入する決定が下された。また2005年2月26日には発展型1隻（「クライド」）が発注された。これは船体を延長し、ヘリコプター甲板を設けるなどの改設計を施したものであった。
その後、2013年11月には、「クライド」を更に発展させたバッチ2を3隻建造することが発表され、2014年8月には、予備部品や役務支援なども含めて3隻分で3億4800万ポンドの契約がBAEシステムズに対して発注された。建造は2014年10月10日より開始され、2017年から2018年にかけて就役する予定とされた。
「テイマー」、「スペイ」は2021年から5年間、インド太平洋での長期配備に就いており、2022年に海上自衛隊横須賀基地に寄港している。
また、「スペイ」は2024年4月15日に日・英部隊間協力円滑化協定後、英国艦艇として初めて日本（横須賀基地）に寄港した。4月27日に横須賀を出港したがトラブルにより横須賀基地に再入港し、長期にわたり同基地に停泊したのち、ジャパン マリンユナイテッド横浜事業所鶴見工場で修理を受けて任務に復帰した。